# Teleterebratus perversus
Teleterebratus perversus är en stekelart som beskrevs av Compere och Zinna 1955. Teleterebratus perversus ingår i släktet Teleterebratus och familjen sköldlussteklar. Inga underarter finns listade i Catalogue of Life.